# Broszkowice
Broszkowice (prononciation : [brɔʂkɔˈvit͡sɛ]) est une localité polonaise de la gmina et du powiat d'Oświęcim en voïvodie de Petite-Pologne.